# بارتوش إيوان
بارتوش إيوان (بالبولندية: Bartosz Iwan)‏ هو لاعب كرة قدم بولندي في مركز الوسط، ولد في 18 أبريل 1984 في كراكوف في بولندا. لعب مع بياست غليفيتسه وجاربارنيا كراكوف وغورنيك زابجه وفيسوا كراكوف وويدزي لودز.

## وصلات خارجية
- بارتوش إيوان على موقع قاعدة بيانات كرة القدم.إي يو (الإنجليزية)